# 陈素芝 (1931年)
陈素芝（1931年3月—2021年8月25日），女，满族，辽宁沈阳人，中华人民共和国政治人物。

## 生平
1948年至1950年，沈阳五三工厂工人、班长，在东北工人政治大学学习。1949年12月，加入中国共产党。1950年至1958年，任沈阳五三工厂工段长、党支部书记，厂党委宣传部干事、副部长。1958年至1960年，在辽宁大学哲学系学习。1960年至1966年，任沈阳五三工厂党委常委、宣传部部长、政治部副主任。1966年至1971年文化大革命中受迫害，下放劳动。1971年至1973年任沈阳五三工厂政工组副组长。1973年至1977年，任援助南也门中国专家组副组长、组长。1977年至1978年，任沈阳五三工厂党委常委、政治部副主任。1978年至1982年，任沈阳五三工厂党委副书记、厂长，中共辽宁省委常委。1982年至1983年，任中共辽宁省委常委、辽宁省副省长。1983年3月至1988年，任中共辽宁省委常委、辽宁省总工会主席、党组书记。1988年至1990年，任中共辽宁省委常委、辽宁省副省长，辽宁省总工会主席、党组书记。1990年至1992年3月，任辽宁省副省长。1992年3月至1998年1月，任辽宁省人大常委会副主任。此外担任中共第十二届、十三届中央候补委员。2004年，担任辽宁省法学会会长。